# Pirata subpiraticus
Pirata subpiraticus är en spindelart som först beskrevs av Friedrich Wilhelm Bösenberg och Embrik Strand 1906.  Pirata subpiraticus ingår i släktet Pirata och familjen vargspindlar. Inga underarter finns listade i Catalogue of Life.